# Susianna Kentikian
Susianna Levonovna Kentikian, detta Susi (Erevan, 11 settembre 1987), è una pugile armena con cittadinanza tedesca.
Nata ad Erevan, ha lasciato il suo paese con la sua famiglia all'età di 5 anni a causa della guerra del Nagorno Qarabag. La Kentikian vive ad Amburgo dal 1996 e ha iniziato a fare boxe all'età di 12 anni. Dopo una carriera di successo tra gli amatori, è diventata professionista nel 2005 firmando con la Spotlight Boxing di Amburgo.
La Kentikian è stata due volte campione del mondo di pesi mosca, ha mantenuto il titolo WBA femminile dal 2007 al 2012, e dal 2013 al 2017. Inoltre, è stata campionessa WBO dal 2009 al 2012, e mantiene il titolo WIBF dal 2015, avendolo precedentemente mantenuto dal 2007 al 2012.

## Biografia
Susianna Kentikian è nata ad Erevan dal veterinario Levon Kentikian e da sua moglie Makruhi. All'età di 5 anni lasciò l'Armenia con i suoi genitori e con suo fratello Mikael, perché suo padre fu chiamato nell'esercito durante la guerra del Nagorno Karabakh. Nel 1992, la famiglia si trasferì dapprima a Berlino e rimase nelle case dei richiedenti asilo. Tuttavia, a causa della violenza in queste strutture e della loro scarsa conoscenza della lingua tedesca, si trasferirono in Moldavia e poi in Russia, dove la Kentikian frequentò la scuola per breve tempo. La famiglia tornò in Germania nel 1996 e si trasferì ad Amburgo, di nuovo vivendo in strutture governative per richiedenti asilo. Lo status di residenza della Kentikian rimase incerto per quasi un decennio. Diverse volte, lei e la sua famiglia furono portate all'aeroporto per la deportazione, ma l'intervento di amici locali come il suo allenatore amatoriale Frank Rieth, che chiamò avvocati, media e politici locali, impedì la loro espulsione definitiva. La sua famiglia ricevette un permesso di soggiorno permanente nel 2005, quando firmò un contratto triennale di pugilato professionale che stabilì un reddito stabile.
All'età di 16 anni, la Kentikian iniziò a lavorare come addetta alle pulizie in un centro fitness locale per aiutare finanziariamente la sua famiglia. Si diplomò nel 2006 e ottenne la cittadinanza tedesca nel 2008. Ha chiesto di poter mantenere la cittadinanza armena. La Kentikian ha vissuto con la sua famiglia in un appartamento vicino alla palestra di boxe di Amburgo.

## Carriera amatoriale
La Kentikian scoprì il suo entusiasmo per il pugilato quando aveva dodici anni dopo aver accompagnato suo fratello al suo allenamento di boxe. Iniziò con una regolare formazione e affermò che la boxe le ha permesso di dimenticare le difficoltà della sua vita per un breve periodo: "Potrei lasciare tutto fuori, tutta la mia energia. Se hai così tanti problemi come la nostra famiglia, hai bisogno di qualcosa come quella."
La Kentikian ha vinto il Campionato Juniores di Amburgo dal 2001 al 2004. Ha vinto anche il Campionato del Nord della Germania nel 2003 e nel 2004, e nell'ottobre 2004 ha avuto il suo più grande successo dilettantistico vincendo i Campionati amatoriali femminili tedeschi internazionali nella divisione piuma per juniores. La Kentikian trovava sempre più difficile trovare avversari nelle file amatoriali, così pochi pugili volevano affrontarla, e il suo status di richiedente asilo non le permetteva di inscatolare fuori Amburgo. Il record finale della Kentikian si trovava a 24 vittorie e una sconfitta. In seguito incolpò per la sua unica perdita, avendo combattuto nonostante i problemi di salute in quel momento. Il suo stile aggressivo e le sue rapide combinazioni, e la sua ambizione di attaccare sempre fino a quando ha messo fuori combattimento l'avversario le valse il soprannome di "Killer Queen"; ha spesso usato la canzone con lo stesso nome della rock band inglese Queen come sua musica d'ingresso.

## Carriera professionale

### 2005–2007

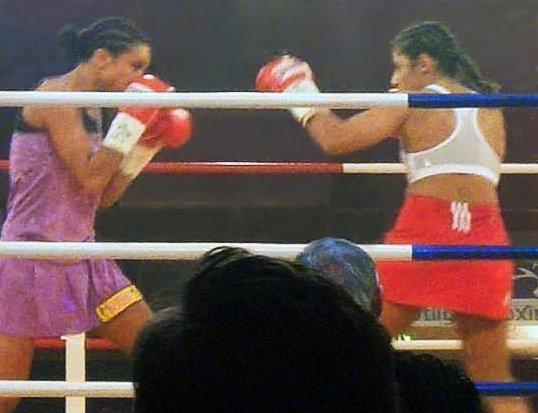
La Kentikian (a destra) contro la Hokmi nel 2007

La Kentikian fu scoperta come pugile professionista in una lotta per esibizioni durante le qualificazioni ai Campionati del Mondo di Boxe Amatori. All'inizio del 2005 firmò un contratto di tre anni con il promotore di boxe di Amburgo Spotlight Boxing, una joint venture di Universum Box-Promotion, incentrata sui giovani atleti. Negli anni futuri, è stata allenata da Magomed Schaburow. La Kentikian ha iniziato la sua carriera professionale il 15 gennaio 2005, battendo con decisione unanime la bulgara Iliana Boneva. Nei successivi 14 mesi, Kentikian ha vinto nove dei suoi undici combattimenti per knockout. La sua percentuale di knockout insolitamente alta, raramente vista nelle classi di peso femminile più basse, ha iniziato a attirare l'attenzione. Il 25 luglio 2006, ha vinto la sua prima cintura, il titolo internazionale dei pesi mosca tedeschi, contro Daniela Graf con decisione unanime. Nella sua prima lotta per il titolo internazionale il 9 settembre 2006, la Kentikian ha battuto Maribel Zurita dagli Stati Uniti con un quarto round tecnico per il titolo WIBF InterContinental Flyweight; il combattimento fu interrotto quando Zurita fu ferita al sopracciglio sinistro.
Nel suo quindicesimo incontro professionale, Kentikian ha combattuto per il suo primo campionato del mondo a Colonia, in Germania, il 16 febbraio 2007; è stata anche la sua prima volta a dirigere un fight card. Ha vinto per un nono turno tecnico contro Carolina Alvarez del Venezuela, vincendo così il titolo vacante WBA peso mosca. La Alvarez prese pugni senza risposta nella maggior parte dei round e stava sanguinando pesantemente dal suo naso, e l'arbitro alla fine fermò il combattimento nel round nove in preoccupazione per la salute di Alvarez. Sei settimane dopo, il 30 marzo 2007, la Kentikian ha fatto la sua prima difesa del titolo. Prima di una folla di 19.500 nella Kölnarena, ha combattuto sull'undercard di un incontro di esibizione tra il comico tedesco Stefan Raab e il campione del mondo WIBF Halmich. La Kentikian sconfisse l'uruguaiana María José Núñez con un knockout tecnico del terzo round. La Núñez fu abbattuta nel secondo round e la Kentikian terminò il combattimento un round più tardi con una croce destra seguita da combinazioni che lasciarono la Núñez indifesa sulle corde, facendo intervenire l'arbitro.
La Kentikian affrontò poi la francese Nadia Hokmi il 25 maggio 2007, nella sua seconda difesa del titolo. La Hokmi, sfruttando la sua altezza e il suo vantaggio, dimostrò di essere il primo test della carriera professionale della Kentikian ed entrambe le pugili combatterono un incontro competitivo. Mentre la Hokmi iniziò più lentamente, riuscì a vincere molti dei round successivi facendo atterrare combinazioni ripetute. La Kentikian vinse per una decisione spaccata per la prima volta nella sua carriera. La lotta è stata votata tra le cinque "Top Fights of the Year" di WomenBoxing.com. Il 7 settembre 2007, la Kentikian difese il suo titolo contro Shanee Martin dal Regno Unito, vincendo con un knockout tecnico del terzo round. La Kentikian controllò il suo avversario dalla campana di apertura e l'arbitro fermò il combattimento dopo che la Martin fu atterrata da una mano destra dritta nel terzo round.
Il 7 dicembre 2007 la Kentikian, dopo aver ritirato Halibich, titolare di cintura WIBF di lunga data, unificò i titoli WBA e vacanti WIBF Flyweight nella sua città natale, Amburgo. Incontrò la Hokmi in una rivincita del loro concorso sei mesi prima. La pugile francese si dimostrò di nuovo un avversario difficile e la lotta si sviluppò in modo simile al loro primo incontro. Ancora una volta, la Kentikian ebbe il miglior inizio, ma la Hokmi segnò durante la seconda metà del combattimento, ancora una volta chiudendo l'incontro. Questa volta però, la Kentikian era in vantaggio su tutte e tre le scorecard dei giudici, vincendo per decisione unanime. Dopo la fine dell'anno, la Kentikian fu scelta come sportiva dell'anno di Amburgo.

### 2008–2010

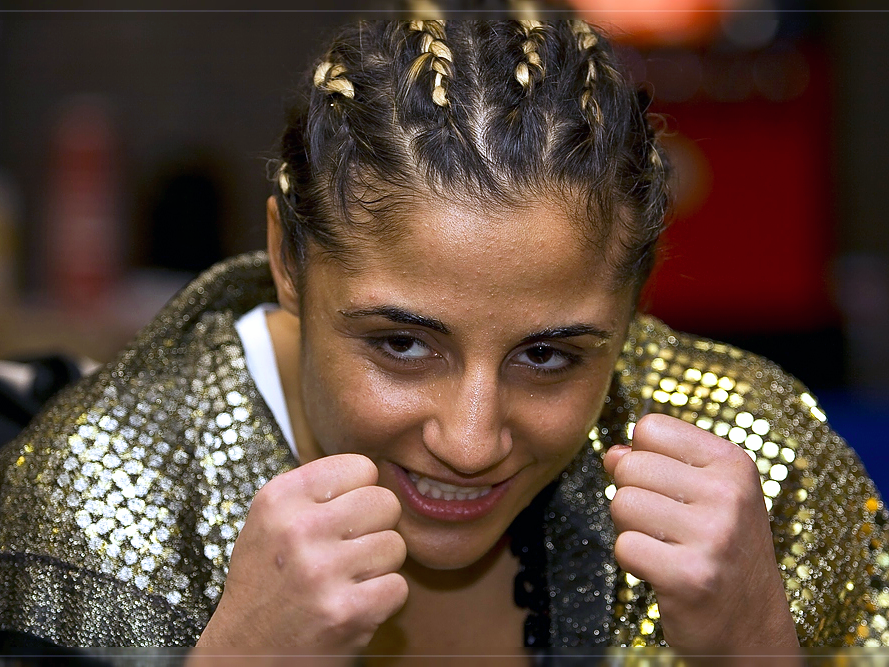
La Kentikian prima dell'incontro contro Sarah Goodson il 29 febbraio 2008

La Kentikian difese con successo i suoi titoli contro Sarah Goodson delle Filippine da un knockout tecnico del terzo round il 29 febbraio 2008. La Goodson, che aveva combattuto quasi esclusivamente in classi di peso inferiore, fu sopraffatta dalla Kentikian e l'arbitro chiuse il combattimento dopo una serie di pugni del corpo nel terzo round. Nella sua successiva difesa del titolo il 10 maggio 2008, la Kentikian sconfisse Mary Ortega dagli Stati Uniti con un knockout tecnico al primo turno. La Ortega, che in precedenza aveva combattuto contro ben noti avversari come Elena Reid e Hollie Dunaway, fu abbattuta due volte da mani diritte di destra durante i primi 90 secondi del combattimento. Quando la Kentikian mise di nuovo la Ortega alle corde, l'arbitro intervenne poco prima della fine del primo round. L'interruzione rapida fu una sorpresa per molti, tra cui il commentatore televisivo Halmich, che si aspettava un incontro molto combattuto.
Nella sua successiva difesa del titolo il 29 agosto 2008, la Kentikian incontrò la israeliana Hager Finer, l'ultima avversaria della Halmich prima di ritirarsi. Dopo un primo giro di apertura, l'incontro di boxe si trasformò in una rissa e la Finer segnò durante la prima metà del combattimento. Dal quinto round in poi, la Kentikian riuscì a conquistare l'incontro facendo atterrare i pugni più puliti e vinse per decisione unanime. Il 5 dicembre 2008, la Kentikian affrontò la russa Anastasia Toktaulova, campionessa in carica del peso mosca GBU, sebbene il titolo GBU non fosse sulla linea. Durante l'insolita battaglia tattica, la Kentikian riuscì a controllare il suo avversario dal centro del ring nella maggior parte dei round. Tutti e tre i giudici segnarono l'incontro in favore della Kentikian. Nel dicembre 2008 è stata nominata per la prima volta la pugile femminile tedesca dell'anno. Inoltre, ha vinto il premio WBA Best Female Boxer per il 2007-08.
La Kentikian mantenne le sue cinture WIBF e WBA con una decisione unanime su Elena Reid degli Stati Uniti il 20 marzo 2009. La Reid, ben nota in Germania dopo due controversi attacchi con la Halmich nel 2004 e 2005, rimase in gran parte passiva dalla campana d'apertura e la Kentikian la controllò per la maggior parte della lotta. La Reid non vinse un singolo round sulle scorecard ufficiali. Il 4 luglio 2009 la Kentikian combatté la campionessa ad interim WBA Super Flyweight Carolina Gutierrez Gaite dell'Argentina. La Kentikian usò la sua velocità e le sue combinazioni per dominare il suo avversario attraverso i dieci round, vincendo ogni turno sui punteggi dei giudici. La Kentikian chiuse il 2009 combattendo contro l'imbattuta tedesca Julia Sahin (20-0) il 10 ottobre per il vacante titolo WBO femminile. Kentikian travolse la Sahin con il suo più alto ritmo di lavoro all'inizio. La Sahin trascorse la maggior parte della lotta coprendo le numerose raffiche della Kentikian. La Kentikian vinse su una decisione unanime divenendo il nuovo campione femminile di pesi mosca WBO.
La Kentikian, ora campionessa WIBF, WBA e WBO, difese tutti i suoi titoli contro l'imbattuta detentore della Nomination International Boxing Association, Nadia Raoui, il 24 aprile 2010 ad Amburgo. L'incontro fu molto vicino, in quanto la Kentikian fu atterrata nella maggior parte dei round dalla Raoui. Dopo dieci round, la Kentikian tenne stretti vantaggi su due delle tre scorecard dei giudici e vinse con una decisione split. Il 17 luglio, la Kentikian difese ancora una volta i suoi campionati contro Arely Muciño. Nei primi turni, usò combinazioni e attacchi rapidi offensivi per segnare contro la Mucino, prima di subire un taglio a causa di uno scontro accidentale di teste. La Kentikian non fu in grado di continuare; la lotta fu dichiarata senza contestazioni e lei mantenne i suoi titoli.

### 2011–2016

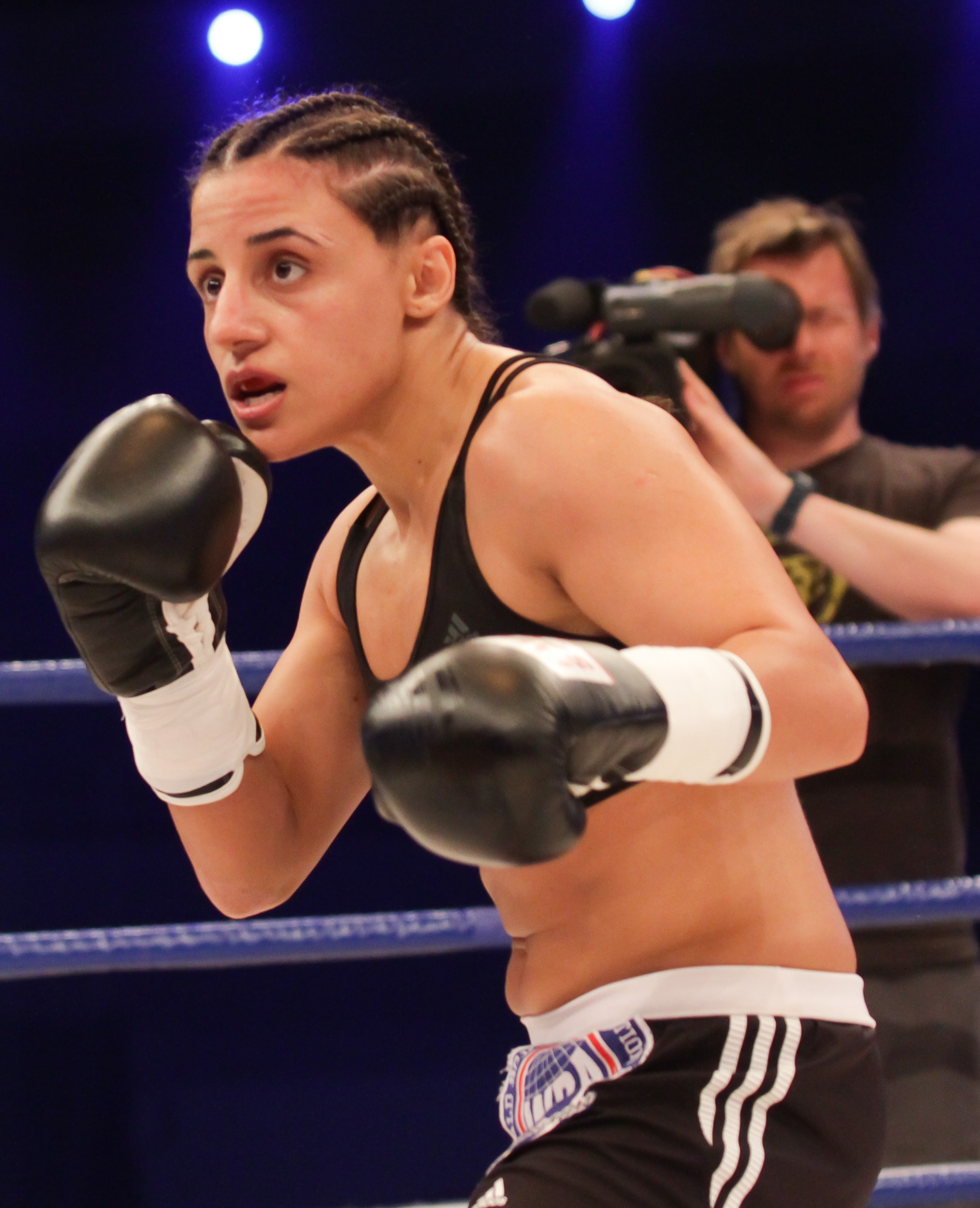
La Kentikian contro Carina Moreno nel 2013

La Kentikian difese nuovamente il suo titolo WIBF Flyweight il 26 marzo 2011 contro Ana Arrazola. Vinse almeno sette turni in ciascuna delle scorecard dei giudici per la sua strada verso una vittoria decisionale unanime. La Arrazola ricevette una deduzione di un punto nel sesto round, mentre la Kentikian rimase campionessa WIBF. Nel corso dell'anno, la Kentikian ottenne un'altra vittoria unanime il 21 ottobre, questa volta contro Teeraporn Pannimit della Thailandia, per mantenere i suoi titoli WIBF, WBA e WBO Female Flyweight. Mantenne il controllo della lotta per tutto il percorso verso una vittoria sbilanciata.
Imbattuta con 29 vittorie (di cui 16 per knockout), la Kentikian tentò di difendere i suoi titoli WIBF e WBO Female Flyweight il 16 maggio 2012 a Francoforte contro Melissa McMorrow. La Kentikian perse con decisione a maggioranza con punteggi di 95-95, 94-96 e 94-96, la prima sconfitta come professionista. Il titolo femminile WBA non fu difeso in quella lotta, quindi la Kentikian rimase campionessa dell'organizzazione. Il 1 ° dicembre, l'americana Carina Moreno la sfidò per il titolo WBA a Düsseldorf. La Kentikian cercò di utilizzare uno stile combattivo contro la Moreno, ma fu spesso colpita dai pugni della Moreno mentre andava avanti. Lo scontro fu deciso con decisione a maggioranza dopo 10 round: un giudice diede alla Kentikian un vantaggio di quattro punti, ma gli altri due precedettero alla Moreno di 96-94 margini identici mentre sosteneva il campionato femminile WBA. La Kentikian subì la sua seconda perdita consecutiva.
Il 1 ° febbraio 2013 la Kentikian incontrò Sanae Jah per il campionato Interim WBA femminile dei pesi mosca, che all'epoca era vacante. Stabilì il comando del combattimento spostandosi regolarmente vicino alla Jah e facendo pressione. Nel settimo round, la Kentikian segnò un knockdown con un colpo di mano destra. Nonostante avesse subito tagli multipli all'occhio destro, compreso uno da uno scontro di teste durante il 10 ° e ultimo round, la Kentikian fu in grado di finire il combattimento e guadagnare una vittoria decisionale unanime. La Kentikian seguì quell'incontro con una rivincita contro la Moreno il 6 luglio. Con una vittoria per decisione unanime, riacquistò il titolo femminile di peso mosca WBA. La Kentikian difese il titolo contro Simona Galassi il 7 dicembre a Stoccarda, con un sistema di punteggio in cui i giudici potevano utilizzare i mezzi punti nelle loro carte. Ogni giudice segnò il combattimento a favore della Kentikian di almeno 2,5 punti, avendo difeso con successo il suo campionato WBA.
L'avversario della Kentikian nella sua successiva difesa del titolo fu Dan-Bi Kim. Nell'incontro tenutosi il 31 maggio 2014, la Kentikian segnò un knockout tecnico nel nono round. L'8 novembre 2014, la Kentikian incontrò Naoko Fujioka e ottenne la decisione dei giudici dopo 10 round. Dopo aver fondato la sua società di promozione di pugilato Kentikian Promotions, riprese a combattere a ottobre 2015, dopo un'assenza di 11 mesi. Contro la pugile messicana Susana Cruz Perez, la Kentikian fu tagliata al secondo turno da uno scontro di teste, ma vinse la maggior parte dei round sulle scorecard dei giudici. La lotta finì ai 10 round previsti, e la Kentikian ottenne una decisione unanime, anche se la Halmich disse di non aver mostrato "la sua vecchia forma". La vittoria portò alla Kentikian il campionato WIBF Flyweight. Il 30 luglio 2016, la Kentikian combatté in una difesa del titolo WIBF contro Nevenka Mikulic e vinse per decisione unanime. Al 2018, quello è stato il suo combattimento più recente. Dal 2017, Il titolo di campionessa femminile di pesi mosca WBA della Kentikian è stato lasciato libero.

## Nei media
All'inizio della sua carriera professionale, la Kentikian era presente principalmente nei media locali ad Amburgo e occasionalmente nei giornali nazionali tedeschi; in particolare, la sua difficile infanzia e il suo status di asilo incerto da lungo tempo hanno suscitato interesse nella stampa e portato a confronti con il film di boxe Million Dollar Baby. Anche la sua statura di 155 cm attirò l'attenzione, e fu soprannominata "la più piccola pugile professionista della Germania". All'inizio, la Kentikian era considerata uno dei grandi talenti del pugilato tedesco e i media la menzionavano come il potenziale successore della campionessa del mondo record Halmich, un traguardo che si era anche prefissata.
Nel 2007, la Kentikian fu presentata a un pubblico molto più ampio grazie alla cooperazione tra la stazione televisiva tedesca ProSieben e la sua società Spotlight Boxing. Oltre alle trasmissioni in diretta dei suoi combattimenti durante le cosiddette "Notti di combattimento ProSieben", è apparsa diverse volte sul popolare show televisivo. Ha preso parte a una sessione di sparring di quattro round con l'ospite dello show Stefan Raab, e ha partecipato all'evento di intrattenimento competitivo World Wok Championships, con cui ha collaborato con Sven Hannawald, Christina Surer e Markus Beyer per vincere la competizione a quattro. La sua prima difesa del titolo mondiale, combattendo contro María José Núñez sulla undercard di Raab contro l'incontro della Halmich, è stata vista da 4,69 milioni di telespettatori, la sua battaglia più vista fino ad oggi. Una troupe televisiva l'ha visitata per un anno prima della sua prima lotta per il campionato del mondo contro Carolina Alvarez; il documentario è andato in onda nel giugno 2007 sull'emittente pubblica tedesca Das Erste. Una versione abbreviata con commento in inglese è stata trasmessa dall'emittente televisiva internazionale tedesca Deutsche Welle nell'ottobre 2007. Dal 2010, la Kentikian è portavoce dell'organizzazione caritatevole armena Lebensbaum Armenien (l'albero della vita in Armenia).

## Carriera
| No. | Risultato | Punteggio | Avversario                       | Tipo | Round        | Data        | Luogo                                        | Note |
| --- | --------- | --------- | -------------------------------- | ---- | ------------ | ----------- | -------------------------------------------- | --- |
| 39  | Vinto     | 36–2 (1)  | Nevenka Mikulic                  | UD   | 10           | 30 lug 2016 | Alsterdorfer Sporthalle, Amburgo, Germania   | Mantenuti titoli femminili WIBF e GBU pesi mosca                                                                  |
| 38  | Vinto     | 35–2 (1)  | Susana Cruz Perez                | UD   | 10           | 2 ott 2015  | Inselparkhalle, Amburgo, Germania            | Mantenut titolo WBA femminile pesimosca; Vinti titoli WIBF vacante e GBU femminile pesi mosca                     |
| 37  | Vinto     | 34–2 (1)  | Naoko Fujioka                    | UD   | 10           | 8 nov 2014  | Porsche-Arena, Stoccarda, Germania           | Mantenuto titolo WBA femminile pesi mosca                                                                         |
| 36  | Vinto     | 33–2 (1)  | Dan-Bi Kim                       | TKO  | 9 (10), 1:39 | 31 mag 2014 | König Palast, Krefeld, Germania              | Mantenuto titolo WBA femminile pesi mosca                                                                         |
| 35  | Vinto     | 32–2 (1)  | Simona Galassi                   | UD   | 10           | 7 dic 2013  | Porsche-Arena, Stoccarda, Germania           | Mantenuto titolo WBA femminile pesi mosca                                                                         |
| 34  | Vinto     | 31–2 (1)  | Carina Moreno                    | UD   | 10           | 6 lug 2013  | Westfalenhalle, Dortmund, Germania           | Vinto titolo WBA femminile pesi mosca                                                                             |
| 33  | Vinto     | 30–2 (1)  | Sanae Jah                        | UD   | 10           | 1 feb 2013  | ISS Dome, Düsseldorf, Germania               | Vinto titolo vacante WBA femminile ad interim pesi mosca                                                          |
| 32  | Perso     | 29–2 (1)  | Carina Moreno                    | SD   | 10           | 1 dic 2012  | Castello Burg-Wächter, Düsseldorf, Germania  | Perso titolo WBA femminile pesi mosca                                                                             |
| 31  | Perso     | 29–1 (1)  | Melissa McMorrow                 | MD   | 10           | 16 mag 2012 | Brandenburg-Halle, Francoforte, Germania     | Persi titoli WBO e WIBF femminili pesi mosca                                                                      |
| 30  | Vinto     | 29–0 (1)  | Teeraporn Pannimit               | UD   | 10           | 21 ott 2011 | Brandenburg-Halle, Francoforte, Germania     | Mantenuti titoli WBA, WBO e WIBF femminili pesi mosca                                                             |
| 29  | Vinto     | 28–0 (1)  | Ana Arrazola                     | UD   | 10           | 26 mar 2011 | Universum Gym, Amburgo, Germania             | Mantenuto titolo WIBF pesi mosca                                                                                  |
| 28  | NC        | 27–0 (1)  | Arely Muciño                     | NC   | 3 (10), 0:27 | 17 lug 2010 | Sport- und Kongresshalle, Schwerin, Germania | Mantenuti titoli WBA, WBO e WIBF femminili pesi mosca; NC dopo che la Kentikian fu ferita da un colpo accidentale |
| 27  | Vinto     | 27–0      | Nadia Raoui                      | SD   | 10           | 24 apr 2010 | Alsterdorfer Sporthalle, Amburgo, Germania   | Mantenuti titoli WBA, WBO e WIBF femminili pesi mosca                                                             |
| 26  | Vinto     | 26–0      | Julia Sahin                      | UD   | 10           | 10 ott 2009 | StadtHalle, Rostock, Germania                | Mantenuti titoli WBA e WIBF femminili pesi mosca; Vinto titolo WBO femminile pesi mosca                           |
| 25  | Vinto     | 25–0      | Carolina Marcela Gutierrez Gaite | UD   | 10           | 4 lug 2009  | Color Line Arena, Amburgo, Germania          | Mantenuti WBA e WIBF femminili pesi mosca                                                                         |
| 24  | Vinto     | 24–0      | Elena Reid                       | UD   | 10           | 20 mar 2009 | Alsterdorfer Sporthalle, Amburgo, Germania   | Mantenuti titoli WBA e WIBF femminili pesi mosca                                                                  |
| 23  | Vinto     | 23–0      | Anastasia Toktaulova             | UD   | 10           | 5 dic 2008  | Sporthalle Brandberge, Halle, Germania       | Mantenuti titoli WBA e WIBF femminili                                                                             |
| 22  | Vinto     | 22–0      | Hagar Shmoulefeld Finer          | UD   | 10           | 29 ago 2008 | Castello Burg-Wächter, Düsseldorf, Germania  | Mantenuti titoli WBA e WIBF femminili pesi mossca                                                                 |
| 21  | Vinto     | 21–0      | Mary Ortega                      | TKO  | 1 (10), 1:53 | 10 mag 2008 | Sporthalle Brandberge, Halle, Germania       | Mantenuti titoli WBA e WIBF femminili pesi mosca                                                                  |
| 20  | Vinto     | 20–0      | Sarah Goodson                    | TKO  | 3 (10), 0:57 | 29 feb 2008 | Alsterdorfer Sporthalle, Amburgo, Germania   | Mantenuti titoli WBA e WIBF femminili pesi mosca                                                                  |
| 19  | Vinto     | 19–0      | Nadia Hokmi                      | UD   | 10           | 7 dic 2007  | Alsterdorfer Sporthalle, Amburgo, Germania   | Mantenuto titolo WBA femminile pesi mosca; Vinto titolo vacante WIBF femminile pesi mosca                         |
| 18  | Vinto     | 18–0      | Shanee Martin                    | TKO  | 3 (10), 1:14 | 7 set 2007  | Castello Burg-Wächter, Düsseldorf, Germania  | Mantenuto titolo WBA femminile pesi mosca                                                                         |
| 17  | Vinto     | 17–0      | Nadia Hokmi                      | SD   | 10           | 25 mag 2007 | Fight Night Arena, Colonia, Germania         | Mantenuto titolo WBA femminile                                                                                    |
| 16  | Vinto     | 16–0      | Maria Jose Nunez                 | TKO  | 3 (10)       | 30 mar 2007 | Kölnarena, Colonia, Germania                 | Mantenuto titolo WBA femminile pesi mosca                                                                         |
| 15  | Vinto     | 15–0      | Carolina Alvarez                 | TKO  | 9 (10), 0:27 | 16 feb 2007 | Fight Night Arena, Colonia, Germania         | Titolo vacante WBA femminile pesi mosca                                                                           |
| 14  | Vinto     | 14–0      | Maja Frenzel                     | TKO  | 4 (10), 1:35 | 21 nov 2006 | Universum Gym, Amburgo, Germania             | Mantenuto titolo WIBF inter-continentale pesi mosca                                                               |
| 13  | Vinto     | 13–0      | Maribel Zurita                   | TKO  | 4 (10)       | 9 set 2006  | Bördelandhalle, Magdeburgo, Germania         | Vinto titolo vacante WIBF pesi mosca                                                                              |
| 12  | Vinto     | 12–0      | Daniela Graf                     | UD   | 10           | 25 lug 2006 | Sportschule Sachsenwald, Amburgo, Germania   | Vinto titolo vacante Internazionale tedesco femminile pesi mosca                                                  |
| 11  | Vinto     | 11–0      | Evgeniya Zablotskaya             | TKO  | 2 (6), 1:32  | 15 apr 2006 | Maritim Hotel, Magdeburgo, Germania          | |
| 10  | Vinto     | 10–0      | Emilina Metodieva                | TKO  | 4 (6), 1:33  | 14 gen 2006 | Ballhaus, Aschersleben, Germania             | |
| 9   | Vinto     | 9–0       | Maria Krivoshapkina              | UD   | 6            | 13 dic 2005 | Freizeit Arena, Sölden, Austria              | |
| 8   | Vinto     | 8–0       | Svetla Taskova                   | TKO  | 2 (6), 1:08  | 29 ott 2005 | TURM ErlebnisCity, Brandeburgo, Germania     | |
| 7   | Vinto     | 7–0       | Renata Vesecka                   | TKO  | 4 (6), 0:58  | 17 set 2005 | Harzlandhalle, Ilsenburg, Germania           | |
| 6   | Vinto     | 6–0       | Simona Pencakova                 | TKO  | 2 (4), 1:14  | 2 lug 2005  | Color Line Arena, Amburgo, Germania          | |
| 5   | Vinto     | 5–0       | Albena Atseva                    | TKO  | 2 (6)        | 4 giu 2005  | Ballhaus, Aschersleben, Germania             | |
| 4   | Vinto     | 4–0       | Juliia Vlasenko                  | TKO  | 3 (4), 1:50  | 7 mag 2005  | Volkswagen Halle, Braunschweig, Germania     | |
| 3   | Vinto     | 3–0       | Lucie Sovijusova                 | TKO  | 1 (4)        | 9 mar 2005  | Sporthalle Wandsbek, Amburgo, Germania       | |
| 2   | Vinto     | 2–0       | Debbie Lohmaier                  | KO   | 1 (4), 1:23  | 26 feb 2005 | Color Line Arena, Amburgo, Germania          | |
| 1   | Vinto     | 1–0       | Iliana Boneva                    | UD   | 4            | 15 gen 2005 | Bördelandhalle, Magdeburgo, Germania         | Debutto professionale                                                                                             |

Fonte: